# Нью-Гейвен (Вермонт)
Нью-Гейвен (англ. New Haven) — місто (англ. town) в США, в окрузі Еддісон штату Вермонт. Населення — 1683 особи (2020).

## Демографія
Згідно з переписом 2010 року, у місті мешкало 1727 осіб у 689 домогосподарствах у складі 502 родин. Було 733 помешкання
Расовий склад населення:
| - 97,7 % — білих - 0,3 % — чорних або афроамериканців - 0,2 % — азіатів - 0,1 % — вихідців з тихоокеанських островів - 0,1 % — корінних американців |

До двох чи більше рас належало 1,0 %. Частка іспаномовних становила 1,3 % від усіх жителів.
За віковим діапазоном населення розподілялося таким чином: 22,0 % — особи молодші 18 років, 66,7 % — особи у віці 18—64 років, 11,3 % — особи у віці 65 років та старші. Медіана віку мешканця становила 44,2 року. На 100 осіб жіночої статі у місті припадало 102,5 чоловіків;  на 100 жінок у віці від 18 років та старших — 104,4 чоловіків також старших 18 років.
Середній дохід на одне домашнє господарство  становив 82 356 доларів США (медіана — 63 889), а середній дохід на одну сім'ю — 91 642 долари (медіана — 83 125). Медіана доходів становила 42 852 долари для чоловіків та 32 431 долар для жінок. За межею бідності перебувало 6,5 % осіб, у тому числі 12,7 % дітей у віці до 18 років та 1,8 % осіб у віці 65 років та старших.
Цивільне працевлаштоване населення становило 999 осіб. Основні галузі зайнятості: освіта, охорона здоров'я та соціальна допомога — 24,4 %, роздрібна торгівля — 12,2 %, будівництво — 11,4 %.